# Aegopogon
Aegopogon is een geslacht uit de grassenfamilie (Poaceae). De soorten komen voor in Amerika en Azië.

## Soorten
Van het geslacht zijn de volgende soorten bekend:
- Aegopogon argentinus
- Aegopogon avenaceus
- Aegopogon breviglumis
- Aegopogon bryophilus
- Aegopogon cenchroides
- Aegopogon debilis
- Aegopogon fiebrigii
- Aegopogon geminiflorus
- Aegopogon glomeratus
- Aegopogon gracilis
- Aegopogon guatemalensis
- Aegopogon imperfectus
- Aegopogon laguroides
- Aegopogon multisetus
- Aegopogon pusillus
- Aegopogon quinquesetus
- Aegopogon rigidisetus
- Aegopogon setifer
- Aegopogon solisii
- Aegopogon strictus
- Aegopogon submuticus
- Aegopogon tenellus
- Aegopogon trisetus
- Aegopogon turbinatus
- Aegopogon unisetus